# Refuge des Aiguilles d'Arves
Le refuge des Aiguilles d'Arves est un refuge de montagne situé en France, sur la commune de Valloire, dans le département de la Savoie en région Auvergne-Rhône-Alpes.

## Histoire
Le refuge était anciennement appelé refuge du plan du Parc.

## Caractéristiques et informations
Ce refuge est gardé durant une partie de l'année. Il permet d'offrir à ses visiteurs 39 lits. Cependant, en période de non-gardiennage, le refuge n'offre que 24 places aux randonneurs.

## Accès
Pour y accéder, il faut entamer une marche depuis le hameau de Bonnenuit en prenant la direction de Valloire, à environ six kilomètres au sud. Le temps pour s'y rendre est d'environ deux heures.

## Ascensions
Le refuge peut servir de point de départ pour atteindre, entre autres :
- Aiguilles d'Arves
- Col des Aiguilles d'Arves
- Aiguille de l’Épaisseur
- Col de l’Épaisseur
- Col des Sarrasins
- Refuge du Goléon par la crête d’Argentière

## Traversées
- Alpages des Aiguilles - Le Commandraud - Le Mauvais Pas.